# Elroy (Wisconsin)
Elroy es una ciudad ubicada en el condado de Juneau en el estado estadounidense de Wisconsin. En el Censo de 2010 tenía una población de 1.442 habitantes y una densidad poblacional de 281,62 personas por km².

## Geografía
Elroy se encuentra ubicada en las coordenadas 43°44′29″N 90°16′13″O / 43.74139, -90.27028. Según la Oficina del Censo de los Estados Unidos, Elroy tiene una superficie total de 5.12 km², de la cual 5.12 km² corresponden a tierra firme y (0%) 0 km² es agua.

## Demografía
Según el censo de 2010, había 1.442 personas residiendo en Elroy. La densidad de población era de 281,62 hab./km². De los 1.442 habitantes, Elroy estaba compuesto por el 96.81% blancos, el 0.35% eran afroamericanos, el 0.76% eran amerindios, el 0.21% eran asiáticos, el 0% eran isleños del Pacífico, el 0.28% eran de otras razas y el 1.6% pertenecían a dos o más razas. Del total de la población el 2.22% eran hispanos o latinos de cualquier raza.